# Forma Antiqva
Forma Antiqva es un conjunto instrumental español, de carácter camerístico y formación variable, especializado en la interpretación de música antigua con criterios históricos e instrumentos antiguos. Está integrado por los hermanos Aarón Zapico —clave y dirección—, Pablo Zapico —guitarra barroca— y Daniel Zapico —tiorba—.

## Historia
Formado por los hermanos Pablo Zapico, Daniel Zapico y Aarón Zapico, Forma Antiqva es un conjunto de música barroca que reúne a diferentes intérpretes tanto vocales como instrumentales. Su  carrera de más de 20 años incluye conciertos en múltiples festivales.
Fue fundado en 1999 por los hermanos Zapico en la localidad asturiana de Langreo, de donde son originarios. En septiembre de 2005 efectuaron su primera gira internacional, recorriendo parte de Bolivia y Brasil. Dos años después, en los meses de octubre y noviembre de 2007, realizan su primera visita a Asia y Oceanía, actuando en Singapur y, posteriormente, en Australia. Ese mismo año, Forma Antiqva es seleccionado para representar a los ciclos de música antigua de España en el Réseau Européen de Musique Ancienne (REMA). En noviembre del año 2008, Kenneth Weiss se convirtió en principal director invitado del conjunto; ese mismo año, se produce el debut escénico de la agrupación, presentando la ópera Dido y Eneas de Henry Purcell. Ya en 2010, el conjunto colabora con la musicóloga María Sanhuesa en la recuperación del archivo musical de la Catedral de San Salvador de Oviedo.

## Crítica
Su grabación en 2012 de Las cuatro estaciones de Antonio Vivaldi (The Four Seasons) fue calificada por la crítica española y europea de «referencia» y, al igual que su anterior registro Concerto Zapico, supuso un éxito de ventas en gran parte de Europa. Artistas exclusivos de una discográfica considerada de culto, la alemana Winter & Winter, todas las grabaciones de Forma Antiqva han recogido el aplauso unánime de público y crítica: "Recomendado" de CD Compact, "Supersonic" de Pizzicato, "Excelente" de Ritmo, "Excepcional" de Scherzo, "Prelude Classical Music Awards 2009", nominaciones en 2010, 2011 y 2016 a los International Classical Music Awards o el "Premio al mejor disco de música vocal barroca 2008/09" de CD Compact. Su grabación discográfica "Crudo Amor" (2016) recibió el sello "Excepcional" de Scherzo y el Premio GEMA 2016 a la Mejor Producción Discográfica. Concerto Zapico Vol. 2 salió al mercado en abril de 2018 y supone la continuación de su exitoso proyecto para trío de 2010, consiguiendo en 2019 el Premio MIN al Mejor Álbum de Música Clásica.

## Premios
- 2011: Asturiano del Mes, otorgado por el diario La Nueva España [2]
- 2012: Premio AMAS de las Artes, en la categoría de "Otros instrumentos" [3]
- 2015: Premio Circuito FestClásica, en la categoría de Música Antigua, otorgado por la Asociación Española de Festivales de Música Clásica[4]
- 2016: Premio GEMA a Mejor Grupo Español, en la categoría de Barroco (siglo XVIII) y Clasicismo, otorgado por GEMA Grupos españoles de Música Antigua[5]
- 2016: Premio GEMA a Mejor Producción Discográfica, por su trabajo «Crudo Amor», otorgado por GEMA Grupos españoles de Música Antigua
- 2018: Premio MIN de la Música Independiente, a Mejor Álbum de Música Clásica por Concerto Zapico Vol. 2[6]
- 2019: Medalla de Oro, otorgada por el Foro Europeo Cum Laude.[7]
- 2019: Premio GEMA a la Mejor Dirección, para Aarón Zapico, otorgado por GEMA Grupos españoles de Música Antigua[5]
- 2021: Premio Sello FestClasica a Forma Antiqva y «Farándula castiza», otorgado por la Asociación Española de Festivales de Música Clásica[4]

## Discografía
- 2005 - Bizarro!! Música italiana del seicento (Musifactor)
- 2006 - Insólito estupor: Villancicos, saynetes, cantadas y una batalla, con Mariví Blasco y Olalla Alemán —sopranos—, Xavier Sabata —contratenor—, Juan Sancho —tenor— (Arsis)
- 2008 - Rara Avis v1.0, con Xavier Sabata —contratenor— (Onda Producción Audiovisual)
- 2008 - Sopra Scarlatti: Cantate à voce sola di soprano di Domenico Scarlatti, con María Espada —soprano— (Arsis)
- 2009 - Amore X Amore, música de Georg Friedrich Händel con Xavier Sabata —contratenor— (Winter & Winter)
- 2010 - Concerto Zapico: Forma Antiqva plays Baroque Dance Music (Winter & Winter)
- 2012 - Antonio Vivaldi: The Four Seasons (Winter & Winter)
- 2013 - Opera Zapico: Opera music from Monteverdi to Mozart (Winter & Winter)
- 2016 - Crudo Amor: Soprano & Countertenor duets by Agostino Steffani, con Eugenia Boix —soprano— y Carlos Mena —contratenor— (Winter & Winter)
- 2016 - Ernst Reijseger: The Volcano Symphony (Winter & Winter)
- 2018 - Concerto Zapico Vol. 2: Forma Antiqva plays Spanish Baroque Dance Music (Winter & Winter)
- 2020 - Baset: Symphonies. Madrid, 1753 (Winter & Winter)
- 2021 - My choice: Highlights from Forma Antiqva recordings (Winter & Winter)
- 2022 - Sancta Ovetensis: Splendor in the cathedral of Oviedo, con Jone Martínez —soprano— y Jorge Jiménez —violín—(Winter & Winter)